# Mingoval
Mingoval là một xã trong tỉnh Pas-de-Calais, vùng Hauts-de-France, Pháp.

## Dân số
| 1962                                                              | 1968 | 1975 | 1982 | 1990 | 1999 | 2006 |
| ----------------------------------------------------------------- | ---- | ---- | ---- | ---- | ---- | ---- |
| 198                                                               | 201  | 196  | 183  | 207  | 208  | 206  |
| Số liệu điều tra dân số tính từ năm 1962, dân số chỉ tính một lần |      |      |      |      |      |      |